# Липуново
Липуново — деревня в Великолукском районе Псковской области России. Входит в состав сельского поселения «Пореченская волость».
Расположена на северном побережье Кадоловского озера, в 44 км к югу от райцентра Великие Луки и в 8 км к юго-востоку от волостного центра Поречье.

## Население
Численность населения деревни по состоянию на 2000 год составляла 1 житель, на 2010 год — постоянные жители отсутствовали.

## История
До 2005 года деревня входила в состав ныне упразднённой Урицкой волости.